# Caserne des Célestins
Pour les articles homonymes, voir Célestins (homonymie).
Le quartier des Célestins (ou caserne des Célestins) est le siège de l'état-major de la Garde républicaine à Paris.

## Situation et accès
Le quartier occupe un vaste terrain dans le 4e arrondissement, délimité par le boulevard Henri-IV, la rue de Sully et la rue de l'Arsenal. 
Elle est desservie par la station Sully - Morland ainsi que la station Bastille.

## Historique
Après la dissolution de l'ordre des Célestins en 1779, les bâtiments de l'ancien couvent qu'ils occupaient jusque-là restèrent inoccupés jusqu'à la Révolution en 1791, année durant laquelle les gardes nationaux, destinés à remplacer le guet du roi qui avait été licencié, s'y installèrent durant quelques mois. L’institution des sourds-muets de l’abbé Sicard la remplaça, puis trois ans plus tard, celle des aveugles de Valentin Haüy.
En 1795, un quartier de cavalerie prit le relais de la fondation Haüy, suivi en 1802 par la légion de gendarmerie d'élite, réservée à la garde des consuls. Le quartier de cavalerie fut doublé, en 1840, par une caserne, dite « du Petit-Musc » construite pour abriter les 1 400 hommes affectés à la garde de la capitale. Ce casernement fut scindé en deux par le percement du boulevard Henri-IV, achevé en 1871. Ainsi, à l'est du boulevard, du côté du port de l'Arsenal, se trouvait la « caserne des Célestins » proprement dite, tandis que sur côté opposé, à l'ouest, se situait la « caserne du Petit-Musc ».
On décida alors de regrouper les deux casernements en un seul lieu. En 1889, le jury de la Ville de Paris désigna l'architecte Jacques Hermant, secondé de Gustave Marchegay, pour mener à bien le projet et les travaux commencèrent en 1890. Ils s'achevèrent cinq ans plus tard.
L’église abbatiale fut transformée un temps en magasin de bois de charronnage, avant d'être détruite par un incendie, tandis que les derniers éléments du cloître furent démolis entre 1895 et 1901,.
Le 12 avril 1918, durant la première Guerre mondiale, la caserne des Célestins est touchée lors d'un raid effectué par des avions allemands.
On y trouve actuellement[Quand ?] :
- l’état-major de la Garde républicaine,
- l’état-major du Régiment de cavalerie,
- le 1er des trois escadrons du Régiment de cavalerie (les deux autres sont cantonnés au quartier Carnot dans le bois de Vincennes),
- l'escadron Hors-Rang du Régiment de cavalerie (fanfare…),
- l'écurie de la Reprise des Douze,
- l'écurie d’État-major,
- le chœur de l'Armée française,
- l'Orchestre symphonique de la Garde républicaine.

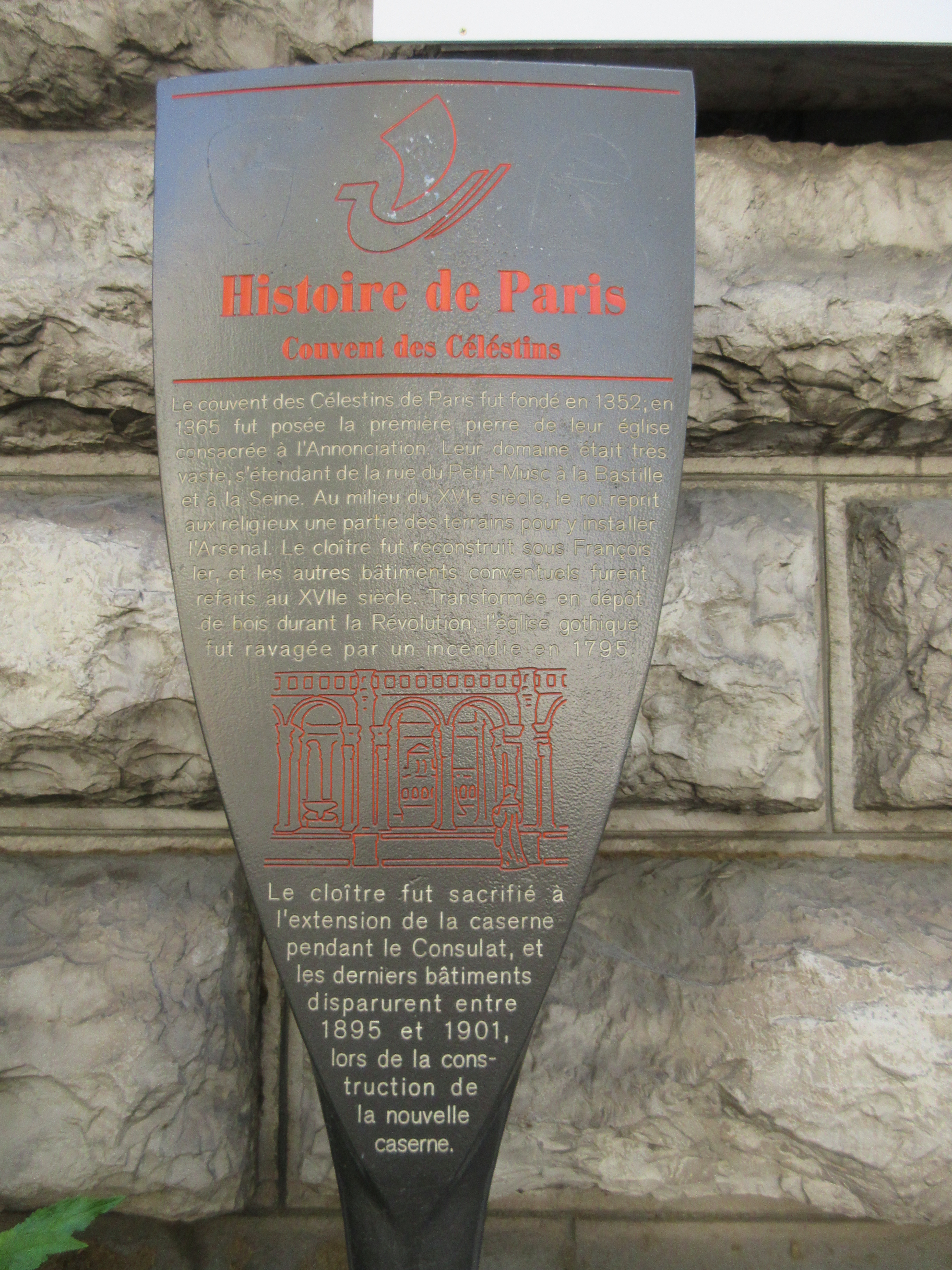
Panneau Histoire de Paris « Couvent des Célestins »
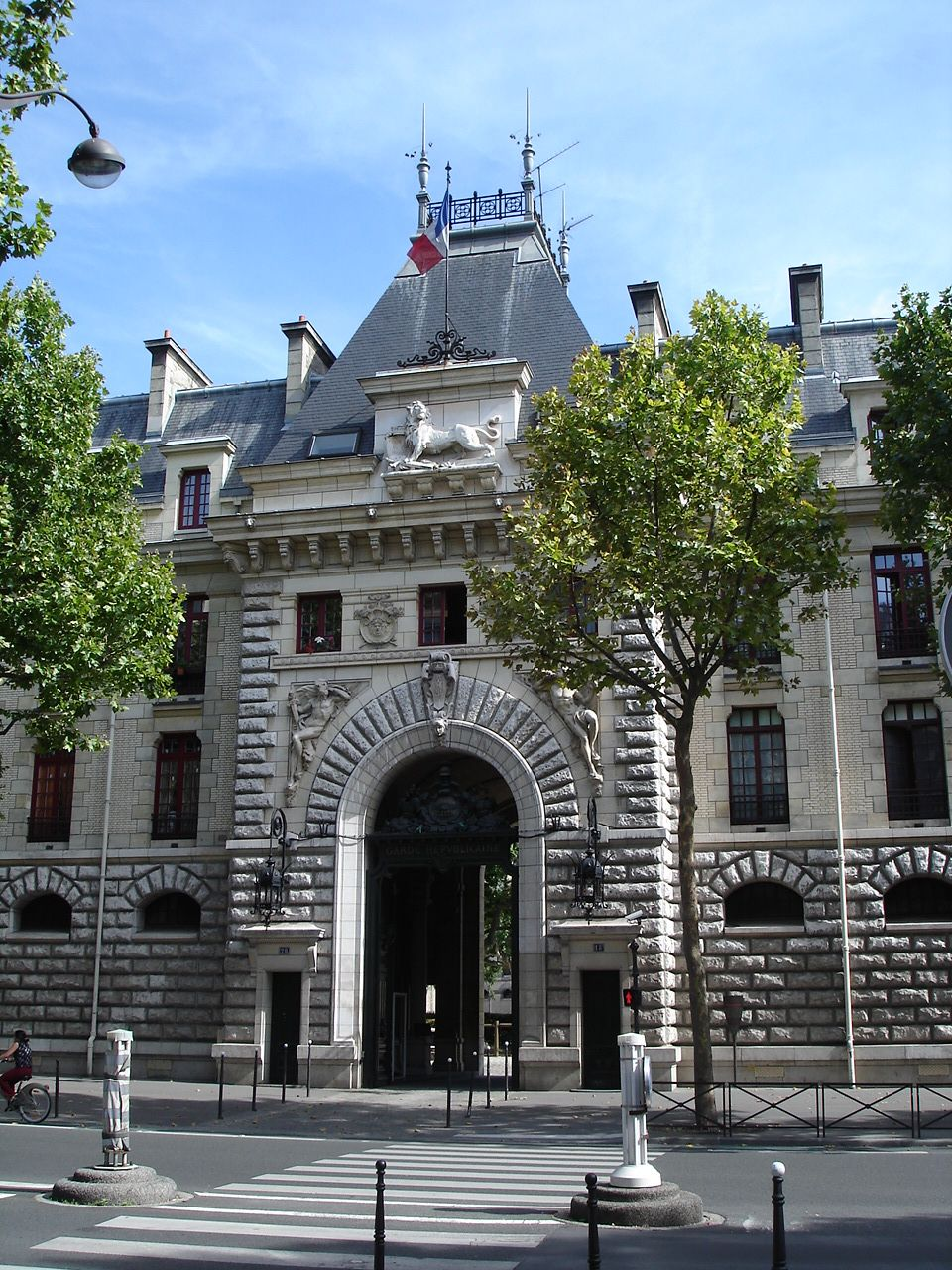
Entrée boulevard Henri-IV
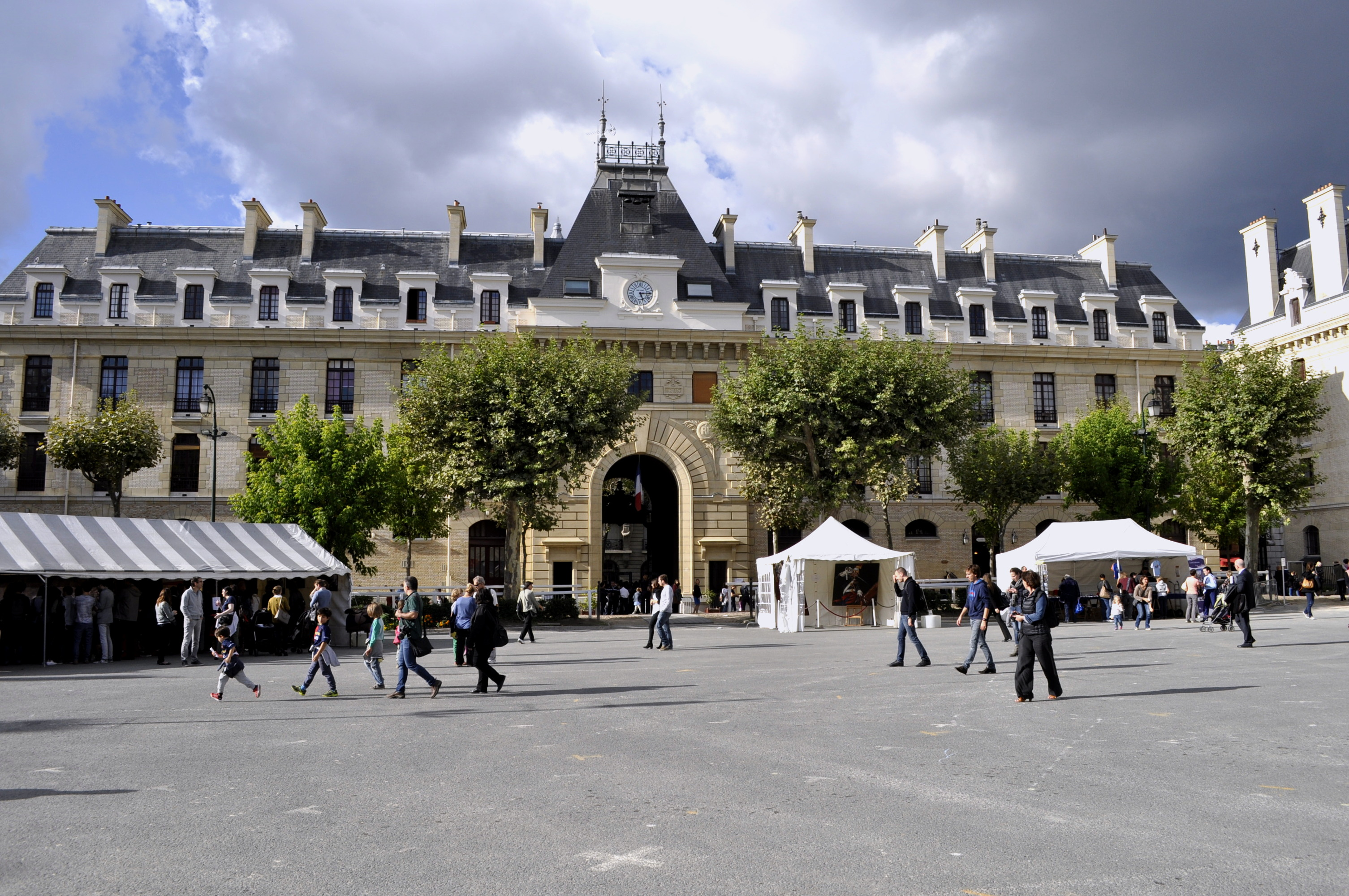
Cour d'honneur
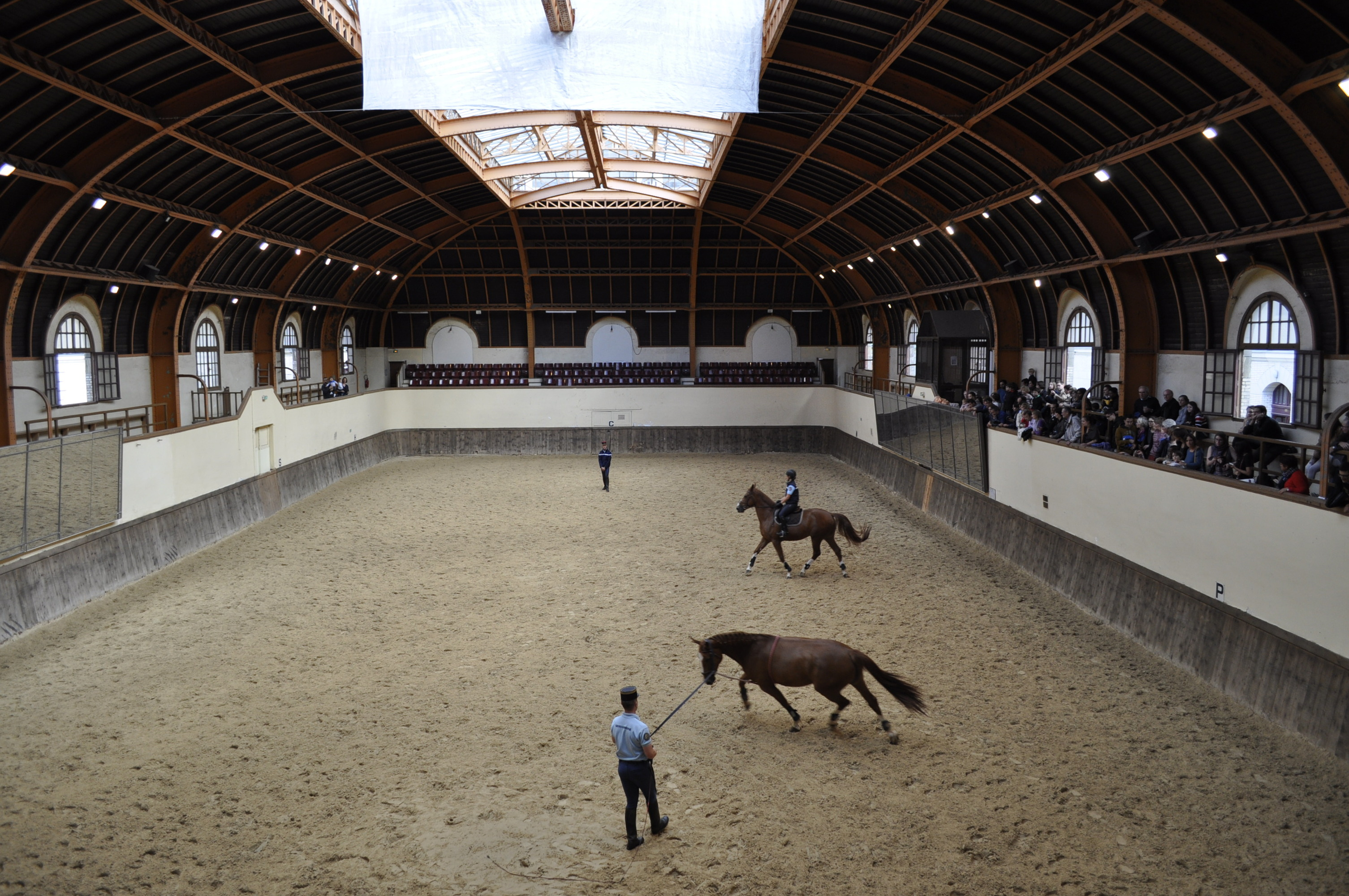
Manège Battesti
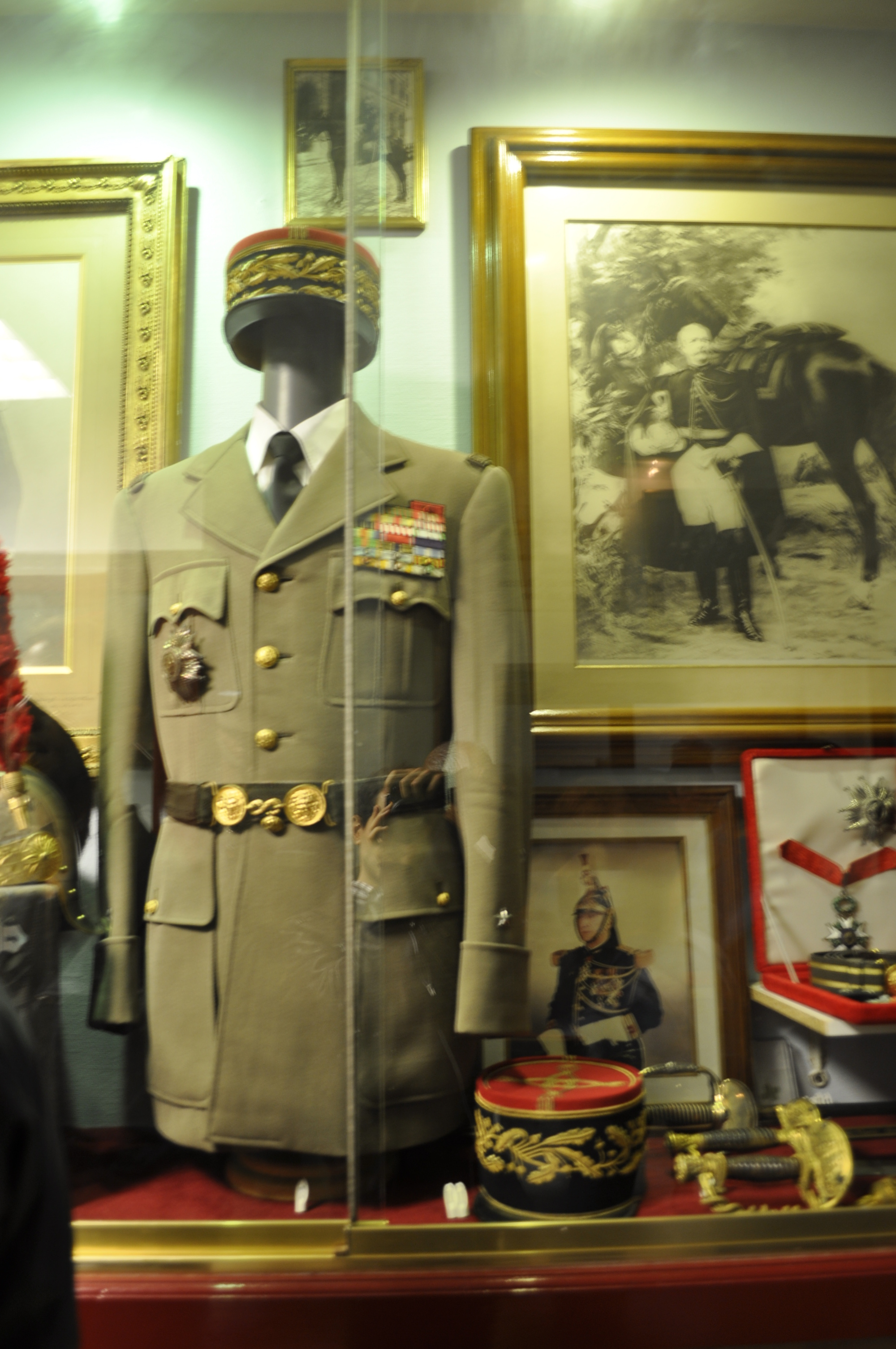
Une vitrine de la Salle des traditions

## Salle des Traditions de la Garde républicaine
La Salle des traditions de la Garde républicaine est consacrée à l'histoire de l'unité de 1802 à nos jours. Cette dernière est accessible lors des visites guidées de la caserne.

## Manège Battesti
Le toit de la structure du manège, baptisé  Battesti du nom d'un officier général mort en 1914, a été réalisé par Gustave Eiffel en même temps que la tour du même nom. Présente sur le Champ-de-Mars pour l'Exposition universelle de 1889, elle fut ensuite installée à son emplacement actuel en 1892. Elle permet aujourd'hui aux cavaliers de la Garde de pratiquer à l'abri des précipitations et de faire profiter au public des démonstrations équestres lors des portes ouvertes.
En 2012 ont été engagés d'importants travaux de rénovation. Ces derniers avaient pour but de redonner au bâtiment sa grandeur passé : éclairages, gradins, sonorisation et verrière ont profité d'une remise a neuf. En présence du ministre de l'Intérieur Christophe Castaner, l'inauguration du bâtiment historique a lieu le 11 juin 2019 après plusieurs années de travaux menés notamment par Eiffage, grâce au soutien financier d'Hermès.